# 鎮海警備府
鎮海警備府（ちんかいけいびふ、英語: Chinkai Guard District）は、現在の大韓民国昌原市鎮海区に所在した大日本帝国海軍の警備府。この項では前身の鎮海要港部を含めて記述する。

## 沿革
1904年（光武8年）1月、巨済島に設置された仮根拠地防備隊を嚆矢とする。その後、鎮海防備隊と改称し、1916年（大正5年）4月、要港部に昇格した。
1941年（昭和16年）11月20日、目前に迫った日米開戦に備え警備府に昇格した。
終戦に伴い、1945年（昭和20年）11月30日に廃止された。
1945年以降は、南朝鮮海岸警備隊、大韓民国海軍が鎮海海軍基地として使用しており、重要拠点の一つとなっている。

## 年譜
- 1904年1月12日 仮根拠地防備隊設置（巨済島）
  - 12月15日 鎮海湾防備隊と改称
- 1907年10月1日 鎮海防備隊と改称
- 1916年4月1日 鎮海要港部に昇格
- 1936年10月1日 鎮海海軍航空隊設置
- 1941年10月1日 防備戦隊、羅津根拠地隊設置
  - 11月20日 鎮海警備府に昇格
- 1942年1月15日 特別根拠地隊設置
  - 10月1日 防備戦隊廃止
- 1944年2月1日 人事部設置
- 1945年7月20日 連合特別陸戦隊設置
  - 7月25日 羅津・清津に港湾警備隊設置
  - 11月30日 鎮海警備府廃止

## 組織
要港部
- 幕僚
- 港務部
- 軍需部
- 工作部
- 経理部
- 病院
- 防備隊
- 航空隊 1936年10月1日設置
- 通信隊
- 監獄
- 艦船
- 修理工場
- 防備戦隊 1941年10月1日設置
- 羅津根拠地隊 1941年10月1日設置

警備府
- 幕僚
- 港務部
- 人事部 1944年2月1日設置
- 軍需部
- 工作部
- 経理部
- 病院
- 海兵団 1944年2月1日設置
- 航空隊
- 特別根拠地隊 1942年1月15日設置
- 艦船
- 連合特別陸戦隊 1945年7月20日設置
- 防備戦隊 1942年10月1日廃止
- 港湾警備隊（羅津・清津） 1945年7月25日設置

## 歴代司令長官

### 鎮海防備隊司令官
- 餅原平二 少将：1904年1月12日 -
- 欠：1905年12月12日 - 1907年9月8日
- （兼）宮岡直記 少将：1907年9月9日 - 10月21日
- 宮岡直記 少将：1907年10月21日 -
- 仙頭武央 少将：1910年12月1日 -
- 上泉徳弥 少将：1911年9月1日 - 1912年7月9日
- 山田猶之助 大佐：1912年7月9日 -
- 山口九十郞 少将：1914年8月8日 - 1916年4月1日

### 鎮海要港部司令官
- 山口九十郞 中将：1916年4月1日 - 12月1日
- 東郷吉太郎 中将：1916年12月1日 -
- 田所広海 中将：1918年12月1日 -
- 千坂智次郎 中将：1919年12月1日 -
- 山路一善 中将：1920年12月1日 -
- 百武三郎 中将：1922年12月1日 -
- 桑島省三 少将：1923年6月1日 -
- 松村菊勇 少将：1924年2月5日 -
- 犬塚太郎 少将：1925年4月15日 - 1926年12月1日
- 長沢直太郎 中将：1926年12月1日 -
- 清河純一 中将：1927年12月1日 -
- 原敢二郎 中将：1929年11月1日 -
- 米内光政 中将：1930年12月1日 -
- 塩沢幸一 少将：1932年12月1日 -
- 市村久雄 中将：1934年1月17日 -
- 小林省三郎 中将：1934年11月15日 -
- 井上継松 中将：1936年3月16日 -
- 原敬太郎 中将：1936年12月1日 -
- 有地十五郎 中将：1937年12月1日 -
- 小林宗之助 中将：1938年11月15日 -
- 塚原二四三 中将：1940年4月15日 -
- 坂本伊久太 中将：1941年9月1日 - 11月20日

### 鎮海警備府司令長官
- 坂本伊久太 中将：1941年11月20日 -
- 後藤英次 中将：1942年9月15日 -
- 岡敬純 中将：1944年9月9日 -
- 山口儀三郎 中将：1945年4月20日 -